# Initiative populaire « visant à réduire de moitié le trafic routier motorisé afin de maintenir et d'améliorer des espaces vitaux »
L'initiative populaire « visant à réduire de moitié le trafic routier motorisé afin de maintenir et d'améliorer des espaces vitaux » dite « initiative pour la réduction du trafic », est une initiative populaire suisse, rejetée par le peuple et les cantons le 12 mars 2000.

## Contenu
L'initiative propose de modifier l'article 37bis de la Constitution fédérale pour réduire de moitié le trafic routier motorisé, à l'exception des transports en commun, dans un délai de 10 ans suivant la votation de celle-ci.
Le texte complet de l'initiative peut être consulté sur le site de la Chancellerie fédérale.

## Déroulement

### Contexte historique
Dès l'établissement de l'État fédéral de 1848, la Confédération se voit attribuer une grande part de la surveillance dans le domaine des ponts et chaussées. Cette responsabilité est encore accrue en le 22 mai 1921 lorsque le peuple approuve en votation un nouvel article constitutionnel lui donnant le droit d'« édicter des prescriptions de police pour les automobiles et les cycles ». Une révision constitutionnelle est acceptée en 1958 et débouche sur la loi sur la circulation routière qui place les routes nationales sous la responsabilité de la Confédération et les autres routes sous celle des cantons.
Depuis l'entrée en vigueur de cette loi, de nombreuses initiatives populaires sont déposées pour limiter le trafic motorisé ou les effets néfastes de celui-ci ; si deux initiatives sont retirées (l'initiative « pour sauver le Simmental des routes nationales » retirée le 15 décembre 1986 et l'initiative « pour un canton du Jura libre d'autoroute » retirée le 21 novembre 1989) et si l'initiative populaire « Pour la protection des régions alpines contre le trafic de transit » est acceptée le 20 février 1994, neuf autres sont rejetées en votation (dans l'ordre chronologique l'initiative populaire « contre la pollution atmosphérique causée par les véhicules à moteur » rejetée le 25 septembre 1977, l'initiative populaire « Démocratie dans la construction des routes nationales » rejetée le 26 février 1978, l'initiative populaire « pour douze dimanches par année sans véhicules à moteur ni avions » rejetée le 28 mai 1978, l'initiative populaire « pour une juste imposition du trafic des poids lourds » rejetée le 7 décembre 1986, l'initiative populaire « pour l'encouragement des transports publics » rejetée le 3 mars 1991, l'initiative populaire « Halte au bétonnage - pour une stabilisation du réseau routier » rejetée le 1er avril 1990 et enfin, à la même date que la précédente, les trois initiatives dites « trèfles » qui demandent l'arrêt de la construction d'autoroute entre Bienne et Soleure, dans le district de Knonau et entre Morat et Yverdon).
Malgré ce bilan négatif, le comité « rétro-trafic » (renommé actif-trafiC) lance cette initiative en mettant en avant des avantages qu'une réduction de moitié du trafic apporterait : accroissement de la sécurité, meilleures conditions de santé, équilibre des transports. Selon les initiants, cette mesure « et eurocompatible et acceptable pour l'économie. Elle n’a pas d'incidence sur les coûts et peut être exécutée sans
mesures contraignantes ».

### Récolte des signatures et dépôt de l'initiative
La récolte des 100 000 signatures nécessaires débute le 20 septembre 1994. Le 20 mars 1996, l'initiative est déposée à la Chancellerie fédérale, qui constate son aboutissement le 2 juin.

### Discussions et recommandations des autorités
Le parlement et le Conseil fédéral recommandent tous deux le rejet de l'initiative. Dans son message aux Chambres fédérales, le Conseil fédéral admet qu'il reste « des efforts à faire dans la lutte contre les effets négatifs du trafic routier motorisé, qu'il s'agisse du bruit, de la pollution atmosphérique, du risque d'accident, du bétonnage croissant du paysage ». Il rejette toutefois la solution proposée par l'initiative, arguant que la mise en place de celle-ci aurait de graves conséquences économiques et de politique extérieure, en particulier dans certains domaines couverts par les accords bilatéraux conclus avec l'Union européenne.
Les recommandations de vote des partis politiques sont les suivantes : 
| Parti politique              | Recommandation  |
| ---------------------------- | --------------- |
| Démocrates suisses           | non             |
| Parti chrétien-social        | oui             |
| Parti démocrate-chrétien     | non             |
| Parti évangélique            | oui             |
| Parti libéral                | non             |
| Parti de la liberté          | non             |
| Parti radical-démocratique   | non             |
| Parti socialiste             | oui             |
| Parti suisse du travail      | Liberté de vote |
| Union démocratique du centre | non             |
| Union démocratique fédérale  | non             |
| Les Verts                    | oui             |

### Votation
Le 12 mars 2000, l'initiative est refusée par la totalité des 20 6/2 cantons et par 78,7 % des suffrages exprimés. Le tableau ci-dessous détaille les résultats par canton pour ce vote :